# Cora Lynn Falls (Neuseeland)
Die Cora Lynn Falls sind ein Wasserfall im Fiordland-Nationalpark auf der Südinsel Neuseelands. Er liegt im Überlauf des Lake Cadman in den Moana-whenua-pōuri / Edwardson Sound. Seine Fallhöhe beträgt 10 Meter.